# Viola faurieana
Viola faurieana W.Becker – gatunek roślin z rodziny fiołkowatych (Violaceae). Występuje endemicznie w Japonii – na wyspie Honsiu. 

## Morfologia
PokrójBylina tworząca kłącza.
LiścieBlaszka liściowa ma łyżeczkowaty kształt. Mierzy 5–10 mm długości oraz 2–6 mm szerokości, jest karbowana na brzegu, ma sercowatą nasadę i ostry lub tępy wierzchołek. Ogonek liściowy jest nagi i ma 3–9 mm długości. Przylistki są równowąskie i osiągają 3–4 mm długości.
KwiatyPojedyncze, wyrastające z kątów pędów. Mają działki kielicha o trójkątnie lancetowatym kształcie i dorastające do 2–3 mm długości. Płatki są odwrotnie jajowate, mają białą barwę oraz 5–6 mm długości, dolny płatek jest odwrotnie jajowaty, mierzy 6-7 mm długości, z purpurowymi żyłkami, posiada obłą ostrogę o długości 1-2 mm.
OwoceTorebki mierzące 4-5 mm długości, o jajowatym kształcie.

## Biologia i ekologia
Rośnie w lasach, na wysokości do 1000 m n.p.m.